# Mesocapromys melanurus
Mesocapromys melanurus е вид бозайник от семейство Хутиеви (Capromyidae). Видът е световно застрашен, със статут Уязвим.

## Разпространение
Видът е разпространен само в равнинните влажни гори на Куба.